# Stare Into the Sun
Stare Into the Sun is een nummer van het Britse muziekduo Graffiti6 uit 2010. Het is de eerste single van hun debuutalbum Colours.
"Stare Into the Sun" gaat over een man die is verlaten door zijn vrouw. Hij voelt zich daar somber onder, maar weet ook dat hij uiteindelijk verder moet. Het nummer werd enkel in het Nederlandse taalgebied een hit, mede doordat het destijds gebruikt werd in een reclame voor het biermerk Wieckse. In de Nederlandse Top 40 schopte de plaat het tot de 27e positie. Ook in Vlaanderen reikte het tot de hitlijsten, maar daar bereikte het slechts een 16e positie in de Tipparade.

## Tracklijst
Cd-single
1. "Stare Into the Sun" - 3:20
2. "Stare Into the Sun" (JoeySuki remix) – 6:33